# Alberto Bettiol
Alberto Bettiol (* 29. října 1993) je italský profesionální silniční cyklista jezdící za UCI WorldTeam EF Education–EasyPost. Bettiol se stal profesionálem v roce 2014 a své první vítězství si připsal v roce 2019 na monumentu Kolem Flander. Zúčastnil se silničního závodu a časovky na letních olympijských hrách 2020.

## Kariéra
Bettiol aktuálně bydlí v toskánském Castelfiorentinu, v Itálii.
Před sezónou 2014 Bettiol podepsal kontrakt s UCI WorldTeamem Cannondale. Po zániku tohoto týmu Bettiol podepsal kontrakt s UCI WorldTeamem Cannondale–Garmin pro sezónu 2015.
V květnu 2016 jmenován na startovní listině Gira d'Italia 2016. V červenci 2017 byl jmenován na startovní listině Tour de France 2017.
Po sezóně 2018, kterou strávil v týmu BMC Racing Team, se Bettiol navrátil do svého předchozího týmu, nově pojmenovaného EF Education First.
V sezóně 2019 získal na etapovém závodu Tirreno–Adriatico třetí místo v druhé etapě a v sedmé etapě, individuální časovce, získal druhou příčku. V dubnu získal své první profesionální vítězství na monumentu Kolem Flander. Po úspěšném útoku na předposledním stoupání závodu, Oude Kwaremont, se mu podařilo udržet náskok na stíhací skupinu, jejíž součástí byli i bývalí vítězové Alexander Kristoff a Peter Sagan, po zbývajících 17 km a v cíli tak mohl oslavit vítězství.

## Hlavní výsledky
2011
Mistrovství Evropy
 vítěz časovky juniorů
Giro della Lunigiana
 celkový vítěz
 vítěz bodovací soutěže
vítěz etap 1 a 3
2013
Národní šampionát
3. místo silniční závod do 23 let
5. místo časovka do 23 let
3. místo Trofeo Franco Balestra
3. místo Gran Premio della Liberazione
Coupe des nations Ville Saguenay
4. místo celkově
Mistrovství Evropy
7. místo silniční závod do 23 let
10. místo Ronde van Vlaanderen Beloften
2015
10. místo Gran Piemonte
2016
2. místo Bretagne Classic
Tour de Pologne
3. místo celkově
 vítěz bodovací soutěže
4. místo Grand Prix Cycliste de Québec
7. místo Grand Prix Cycliste de Montréal
10. místo Gran Piemonte
2017
4. místo Coppa Ugo Agostoni
5. místo Gran Premio Bruno Beghelli
6. místo Clásica de San Sebastián
10. místo E3 Harelbeke
2018
Tirreno–Adriatico
vítěz 1. etapy (TTT)
2019
vítěz Kolem Flander
Národní šampionát
2. místo časovka
3. místo silniční závod
4. místo E3 BinckBank Classic
6. místo Brabantský šíp
2020
Étoile de Bessèges
2. místo celkově
vítěz 5. etapy (ITT)
4. místo Strade Bianche
4. místo Gent–Wevelgem
2021
Giro d'Italia
vítěz 18. etapy
2022
Étoile de Bessèges
2. místo celkově
5. místo Gran Piemonte
Mistrovství světa
8. místo silniční závod
8. místo Grand Prix Cycliste de Québec
10. místo Grand Prix La Marseillaise
2023
Tour Down Under
vítěz prologu
Mistrovství světa
10. místo silniční závod
2024
Étoile de Bessèges
3. místo celkově
Boucles de la Mayenne
 celkový vítěz
vítěz 2. etapy
5. místo Trofeo Calvià
5. místo Milán – San Remo
10. místo Trofeo Pollença – Port d'Andratx
9. místo Kolem Flander
vítěz Milán–Turín

### Výsledky na Grand Tours
| Grand Tour      | 2016 | 2017 | 2018 | 2019 | 2020 | 2021 | 2022 | 2023 | 2024 |
| --------------- | ---- | ---- | ---- | ---- | ---- | ---- | ---- | ---- | ---- |
| Giro d'Italia   | 86   | —    | —    | —    | —    | 30   | —    | 48   | —    |
| Tour de France  | —    | 90   | —    | 69   | 62   | —    | 40   | 83   |      |
| Vuelta a España | —    | —    | —    | —    | —    | —    | —    | —    |      |

### Výsledky na klasikách
| Monument                        | 2014 | 2015 | 2016 | 2017 | 2018 | 2019 | 2020      | 2021      | 2022 | 2023 | 2024 |
| ------------------------------- | ---- | ---- | ---- | ---- | ---- | ---- | --------- | --------- | ---- | ---- | ---- |
| Milán – San Remo                | —    | —    | —    | 37   | 95   | 36   | 18        | 109       | 131  | 54   | 5    |
| Kolem Flander                   | —    | —    | DNF  | 24   | DNF  | 1    | 16        | 28        | DNF  | —    | 9    |
| Paříž–Roubaix                   | —    | —    | —    | —    | —    | —    | —         | —         | —    | —    | DNF  |
| Lutych–Bastogne–Lutych          | DNF  | —    | —    | —    | DNF  | DNF  | DNF       | —         | 69   | —    | —    |
| Giro di Lombardia               | —    | 89   | DNF  | DNF  | DNF  | —    | DNF       | —         | DNF  | —    |      |
| Klasika                         | 2014 | 2015 | 2016 | 2017 | 2018 | 2019 | 2020      | 2021      | 2022 | 2023 | 2024 |
| Strade Bianche                  | 97   | DNF  | —    | DNF  | DNF  | 78   | 4         | 23        | —    | DNF  | 24   |
| Milán–Turín                     | —    | DNF  | —    | —    | DNF  | —    | —         | —         | 39   | 61   | 1    |
| E3 Harelbeke                    | —    | —    | DNF  | 10   | DNF  | 4    | NS        | 44        | —    | 15   | DNF  |
| Gent–Wevelgem                   | —    | —    | DNF  | 32   | 121  | DNF  | 4         | DNF       | —    | DNF  | —    |
| Brabantský šíp                  | —    | DNF  | 53   | 16   | —    | 6    | —         | —         | DNF  | —    | —    |
| Clásica de San Sebastián        | DNF  | —    | —    | 6    | —    | —    | NS        | —         | DNF  | 12   |      |
| Bretagne Classic                | —    | 32   | 2    | 49   | DNF  | —    | —         | —         | —    | DNF  |      |
| Grand Prix Cycliste de Québec   | —    | —    | 4    | 15   | —    | 12   | Nejelo se | Nejelo se | 8    | DNF  |      |
| Grand Prix Cycliste de Montréal | —    | —    | 7    | 54   | —    | 51   | Nejelo se | Nejelo se | 47   | DNF  |      |

| —   | Nezúčastnil se |
| DNF | Nedokončil     |
| JS  | Jede se        |
| NS  | Nejelo se      |